# Тетрафторэтилен
Тѐтрафто̀рэтиле́н — органическое соединение углерода и фтора с химической формулой {\displaystyle {\ce {C2F4}}}, один из представителей фторолефинов — непредельных фторорганических соединений.
Представляет собой тяжёлый газ, плохо растворяется в воде.
Умеренно токсичен, ПДКр.з. 30 мг/м³, 4-й класс опасности (малоопасные вещества) по ГОСТу 12.1.007-76.

## Физические и химические свойства
Тетрафторэтилен — тяжёлый газ (почти в 3,5 раза тяжелее воздуха), без цвета и запаха.
Молекула тетрафторэтилена плоская, межъядерное расстояние C—C — 1,33±0,06 Å, межъядерное расстояние C−F — 1,30±0,02 Å, угол между связями F—C—F — 114±3°.
Тетрафторэтилен является мономером многих полимеров (пластмасс), легко полимеризуется и сополимеризуется практически со всеми мономерами: этиленом, пропиленом, фтористым винилиденом, трифторхлорэтиленом и другими, образуя фторопласты часто с уникальными свойствами.

## Получение тетрафторэтилена
В лабораторных условиях тетрафторэтилен получают дебромированием 1,2-дибромтетрафторэтана цинком:
{\displaystyle {\ce {CF2BrCF2Br + Zn -> CF2CF2 + ZnBr2}}},
или деполимеризацией политетрафторэтилена в техническом вакууме:
{\displaystyle {\ce {[-CF2-CF2-]}}_{n}\xrightarrow {600-700\ ^{\circ }{\text{C}},\ 130-700\ {\text{Па}}} n~{\ce {CF2=CF2}}}.
В промышленности тетрафторэтилен получают пиролизом хлордифторметана (хладона-22) (при 550—750 °С):
{\displaystyle {\ce {2 CF2HCl -> CF2CF2 + 2 HCl}}}.
Считается, что процесс пиролиза протекает через образование промежуточного дифторкарбена:
{\displaystyle {\ce {CF2HCl <=> :CF2 + HCl}}},
{\displaystyle {\ce {CF2HCl <=> CF2: + HCl}}}.
Процесс пиролиза сопровождается образованием большого числа побочных продуктов: гексафторпропилена, октафторциклобутана и многих других.

## Физические свойства[11]
Стандартная энтальпия образования {\displaystyle \Delta H_{298}^{0}} = −659,5 кДж/моль.
Теплота плавления 7,714 кДж/моль.

## Пожароопасность[11]
Класс опасности 4.
Тетрафторэтилен — горючий газ. Температура самовоспламенения 190 °C.
Чистый тетрафторэтилен — взрывоопасный газ при давлении выше 0,25 МПа. При этом происходит взрывная полимеризация:
{\displaystyle {\ce {CF2CF2 -> C + CF4}}+Q,\quad Q=71\ {\text{ккал/моль}}.}
Инициаторы взрыва: кислород, пероксидные соединения, оксиды металлов переменной валентности.
Жидкий тетрафторэтилен детонационными свойствами не обладает.

## Химические свойства
На палладиевом катализаторе тетрафторэтилен присоединяет водород с образованием 1,1,2,2-тетрафторэтана:
{\displaystyle {\ce {CF2CF2 + H2 -> CF2HCF2H}}}.
При освещении актиничным светом тетрафторэтилен подвергается галогенированию, например:
{\displaystyle {\ce {CF2CF2 + Br2 ->[h\nu] CF2BrCF2Br}}}.
В жёстких условиях тетрафторэтилен сгорает в кислороде, образуя тетрафторметан и диоксид углерода:
{\displaystyle {\ce {CF2CF2 + O2 -> CF4 + CO2}}}.
При повышенной температуре тетрафторэтилен подвергается циклодимеризации с образованием октафторциклобутана:
{\displaystyle {\ce {2 CF2=CF2 -> C4F8}}}.
Пиролиз тетрафторэтилена сопровождается образованием гексафторпропилена. Считается, что образование гексафторпропилена основано на реакциях дифторкарбена:
{\displaystyle {\ce {CF2CF2 + CF2{:}<=> CF3-CF=CF2}}}.
На реакции пиролиза тетрафторэтилена основано промышленное производство важного фторсодержащего мономера — гексафторпропилена
Тетрафторэтилен легко полимеризуется по радикальному механизму в присутствии любых источников радикалов. Полимеризацию осуществляют как суспензионным, так и эмульсионным способом.
Получаемый политетрафторэтилен выпускается в виде различных марок: Ф-4, Ф-4ПН-90; Ф-4ПН-40; Ф-4ПН-20; Ф-4D и т. д.
Тетрафторэтилен вступает в реакцию радикальной сополимеризации с различными мономерами:
- с этиленом — фторопласт-40 (Ф-40);
- с гексафторпропиленом — фторопласт-4МБ (Ф-4МБ);
- с фтористым винилиденом — фторопласт-42 (Ф-42)[14].

## Токсичность

### Техника безопасности
Тетрафторэтилен — токсичное вещество. Является сосудистым ядом, раздражает слизистые оболочки глаз и органов дыхания, в высоких концентрациях вредно влияет на центральную нервную систему, вызывает отёк лёгких, имеет нефротоксическое действие.
ПДКр.з = 30 мг/м3; ПДКм.р. = 6 мг/м3; ПДКСС = 0,5 мг/м3.

## Сферы применения
Тетрафторэтилен используется в основном для получения тефлона (фторопласта-4).